# Спенс, Уолтер Кук
Уолтер Кук Спенс (англ. Walter Cook Spens, 1 февраля 1842, Глазго — 13 июля 1900, Эдинбург) — шотландский шахматист. Один из сильнейших шахматистов Шотландии последней четверти XIX века. Чемпион Шотландии 1894 г. Турнир проводился в Глазго. Спенс набрал 7 очков из 8 возможных (7 побед, 1 поражение).
Участник чемпионата Великобритании среди любителей (Лондон, 1887 г., победил Ч. Локок).
Наиболее известен по выступлению в международном турнире в Данди (1867 г.). В этом соревновании участвовали сильнейшие британские шахматисты, а также шахматисты из стран континентальной Европы. Первое место в турнире занял немецкий мастер Г. Нейман, второе место — будущий чемпион мира В. Стейниц. Спенс набрал ½ очка из 9 возможных (ничья с Дж. К. Фрэйзером) и занял последнее место.